# 沙岭街道
沙岭街道，是中华人民共和国辽宁省沈阳市于洪区下辖的一个乡镇级行政单位。

## 行政区划
沙岭街道下辖以下地区：
沙岭社区、园东社区、兰台社区、繁荣村、沙坨子村、诺木晖村、集贤村和沙岭村。